# Spirastrella tristellata
Spirastrella tristellata är en svampdjursart som beskrevs av Topsent 1897. Spirastrella tristellata ingår i släktet Spirastrella och familjen Spirastrellidae.
Artens utbredningsområde är havet kring Indonesien. Inga underarter finns listade i Catalogue of Life.